# Coachella Valley Music and Arts Festival
Coachella Valley Music and Arts Festival (powszechnie znany jako Coachella lub Coachella Festival) – coroczny festiwal muzyki i sztuki, który odbywa się w Empire Polo Club, Indio, Kalifornia, zlokalizowanym w Dolinie Coachella na Pustyni Colorado. Został założony w 1999 roku przez Paula Tolletta i jest organizowany przez Goldenvoice. Wydarzenie skupia pasjonatów różnych gatunków muzyki, m.in.: rocka, indie, hip-hopu oraz elektronicznej muzyki tanecznej, tak samo jak instalacji artystycznych i rzeźbiarstwa. Na całym terenie kilka scen serwuje muzykę na żywo. Głównymi scenami są: Coachella Stage, Outdoor Theatre, Gobi Tent, Mojave Tent, i Sahara Tent; mniejsza Oasis Dome była używana w 2006 i 2011 roku, a nowa Yuma Stage została przedstawiona w 2013.
Korzenie festiwalu wywodzą się z koncertu zespołu Pearl Jam, który odbył się w 1993 roku w Empire Polo Club, w czasie bojkotu miejsc kontrolowanych przez Ticketmaster. Wydarzenie uprawomocniło możliwość do organizowania dużych eventów, doprowadzając do inauguracji festiwalu Coachella, mającego miejsce w październiku 1999 roku, dwa dni i 3 miesiące po katastrofalnym Woodstocku '99. Po tym, jak festiwal nie odbył się w 2000 roku, Coachella powrócił jako coroczna impreza, zaczynająca się w kwietniu 2001 jako jednodniowe wydarzenie. W 2002 roku festiwal powrócił do formatu dwudniowego. Coachella został rozszerzony do trzech dni w 2007 i 2012 roku. Aktualnie festiwal odbywa się w dwa następujące po sobie kwietniowe weekendy, każdy weekend ma identyczny line-up. Organizatorzy w 2003 roku zaczęli zezwalać na rozbijanie widzom namiotów, co było jednym z kilku rozszerzeń i udogodnień wprowadzonych na przestrzeni lat w historii wydarzenia. Z powodu zagrożenia koronawirusem organizatorzy w marcu 2020 zadecydowali o przeniesieniu wszystkich koncertów z kwietnia na październik.
Coachella zaprasza zarówno popularne artystki i artystów, wschodzące gwiazdy, jak i zespoły, które wznowiły swoją działalność. Na festiwalu wystąpili m.in.: AC/DC, Amy Winehouse, Dr. Dre, Snoop Dogg, Prince, Paul McCartney, Arcade Fire, Beyoncé, Lady Gaga, Wu-Tang Clan, Coldplay, The Killers, Radiohead, Daft Punk, Madonna, The Cure, Kanye West, Eminem, Lana Del Rey, Billie Eilish, Ariana Grande, Gorillaz, The Black Keys, Rage Against the Machine, Beck, Nine Inch Nails, The Strokes, The White Stripes, Jay-Z, Beastie Boys, Muse, Florence and the Machine, Red Hot Chili Peppers, Guns N’ Roses, Tame Impala, Bad Suns. BLACKPINK oraz Foo Fighters. 
Coachella jest jednym z największych, najbardziej znanych i opłacalnych muzycznych festiwali w Stanach Zjednoczonych. Na festiwal w 2015 roku sprzedano 198 tys. biletów, co dało przychód o kwocie 84.3 milionów dolarów. Dwa te wyniki stanowią światowy rekord.